# Nanker

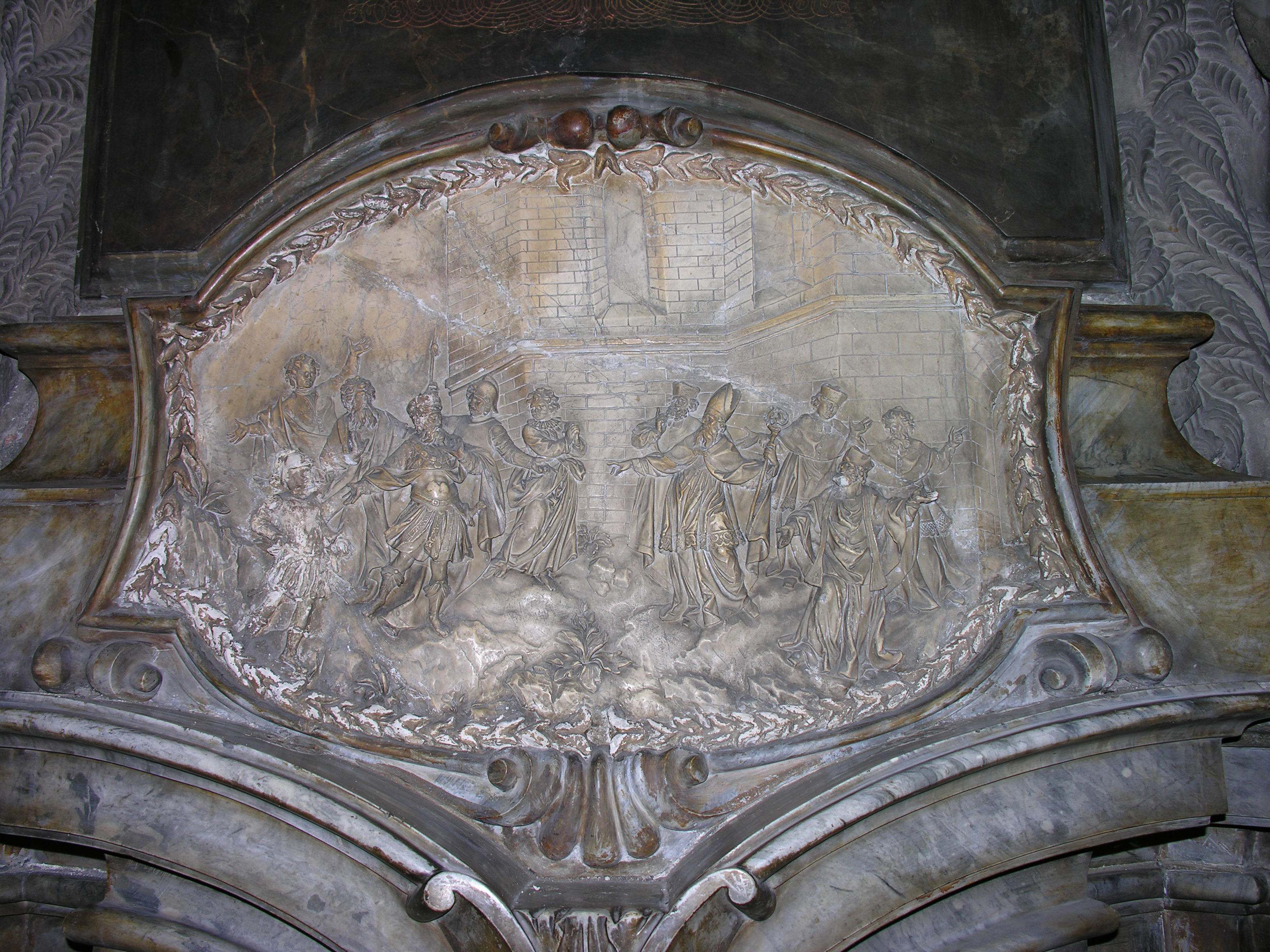
Wyklęcie Jana Luksemburskiego. Płaskorzeźba w katedrze wrocławskiej

Nanker, Nankier, właściwie Jan Kołda herbu Oksza (ur. ok. 1270 w Kamieniu, obecnie dzielnicy Piekar Śląskich, zm. 8 kwietnia 1341 w Nysie) – w latach 1320–1326 biskup krakowski, w latach 1326–1341 biskup wrocławski.
Imię Nanker przyjął, zgodnie z ówczesnym zwyczajem, po desygnowaniu na godność biskupią.

## Życiorys
W 1304 roku był archidiakonem sandomierskim. Lata 1305–1307 spędził w Bolonii, studiując prawo kanoniczne na tamtejszym uniwersytecie. Był zwolennikiem polityki Władysława I Łokietka i arcybiskupa gnieźnieńskiego Jakuba Świnki. W 1318 roku został mianowany przez króla kanclerzem sieradzkim, proboszczem kościoła Mariackiego w Krakowie i dziekanem kapituły krakowskiej. Jako biskup krakowski wydał statuty diecezjalne krakowskie i zainicjował budowę katedry gotyckiej na Wawelu. Na skutek zatargu o zwrot zabranego biskupstwu krakowskiemu Biecza został przeniesiony przez króla Władysława I Łokietka na biskupstwo do Wrocławia, gdzie sprzyjał obrońcom polskości na Śląsku.
W 1337 roku wyklął króla Jana Luksemburskiego. Stał się gorliwym zwolennikiem realizacji polityki papieskiej.
Zmarł w opinii świętości, został pochowany w Katedrze pw. św. Jana Chrzciciela we Wrocławiu, w 1952 roku wznowiony został proces beatyfikacyjny Nankera, rozpoczęty w 1719 roku.
W kulturze popularnej postać Nankera funkcjonuje dzięki filmowi fabularnemu Kazimierz Wielki. Nankera zagrał Tadeusz Fijewski.